# باول لوكاس (سياسي)
باول لوكاس (بالإنجليزية: Paul Lucas)‏ هو سياسي أسترالي، ولد في 9 يوليو 1962 في بريزبان في أستراليا. حزبياً، نشط في حزب العمال الأسترالي. وقد انتخب Attorney-General of Queensland ‏ وانتخب Deputy Premier of Queensland ‏ وانتخب عضو المجلس التشريعي ولاية كوينزلاند.